# Айна, Ола
Темитайо Олуфисайо Олаолува Айна (англ. Temitayo Olufisayo Olaoluwa Aina; род. 8 октября 1996, Саутуарк) — нигерийский и английский футболист, защитник клуба «Ноттингем Форест» и сборной Нигерии.

## Клубная карьера

### «Челси»
Айна попал в академию Челси в 11 лет, был на заметных ролях во всех детских и юношеских командах. Окончил академию в 2015 году, выступал за молодёжную команду клуба. С сезона 2015/16 тренировался с основной командой, попадал в заявку на игры, но на поле так и не появлялся. В конце 2015 года прошла информация о том, что подписывать новый контракт с «Челси» Айна не собирается, основным претендентом на игрока назывался другой лондонский клуб — «Арсенал».
В итоге, несмотря на слухи, 6 июля 2016 года Айна подписал новый четырёхлетний контракт. После заключения соглашения, игрок отправился вместе с основной командой в предсезонное турне по Австрии и США. 15 октября 2016 года дебютировал в английской Премьер-лиге в поединке против «Лестера», выйдя на замену на 82-й минуте вместо Виктора Мозеса.

#### Аренда в «Халл Сити»
11 июля 2017 года «Челси» объявил, что отдал Айну в аренду команде Чемпионшипа «Халл Сити», который на тот момент тренировал российский специалист Леонид Слуцкий.

### «Торино»
14 августа 2018 года Айна присоединился к итальянскому «Торино» на правах аренды до конца сезона, после того как подписал с «Челси» новый трехлетний контракт. 2 февраля 2019 года Айна забил свой первый гол за «Торино» в матче против «Удинезе». Айна сыграл 30 матчей в Серии А за «Торино», чье седьмое место обеспечило ему место в квалификации Лиги Европы.
11 июня 2019 года «Торино» выкупил контракт Айны у «Челси» примерно за 10 млн евро. Он вновь стал основным игроком во время своего второго сезона в итальянском клубе, сыграв 37 раз во всех соревнованиях.

#### Аренда в «Фулхэм»
11 сентября 2020 года Айна вернулся в Премьер-лигу, подписав арендное соглашение с «Фулхэмом» до конца сезона, с правом последующего выкупа игрока. 2 ноября 2020 года Айна забил свой первый гол за клуб и в Премьер-лиге в домашней победе со счетом 2:0 над «Вест Бромвичем». Позже этот удар был выбран Премьер-лигой голом месяца.

### «Ноттингем Форест»
22 июля 2023 года присоединился к «Ноттингем Форест», подписав контракт сроком на один год. Он дебютировал за клуб 12 августа в матче Премьер-лиги против «Арсенала», который завершился поражением его клуба со счетом 2:1. 5 ноября забил свой первый гол за «Форест» в победном матче против «Астон Виллы» со счетом 2:0 на стадионе «Сити Граунд».
21 мая 2024 года клуб объявил, что продлили контракт на один год с Айной.

## Карьера в сборной
Айна играл за юношеские сборные Англии различных возрастов. Принимал участие в отборочных турнирах к юношеским чемпионатам Европы, однако в финальную часть вместе с командой не выходил.
7 октября 2017 года дебютировал за сборную Нигерии в матче квалификации чемпионата мира по футболу против Замбии.
В мае 2018 года он был включён в предварительный состав сборной Нигерии из 30 человек на чемпионат мира по футболу 2018 в России. Однако в итоге он не попал в финальный список из 23 человек. Позже он был отозван в состав и сыграл важную роль в квалификации команды на Кубок африканских наций 2019 года, который проходил в Египте. Он сыграл первый матч против дебютанта турнира Бурунди, отдав голевую передачу единственному голу в матче.